# Групери
Групери (Epinephelinae) — підродина риб родини Серранові (Serranidae). Розповсюджені у басейнах Тихого, Атлантичного та Індійського океанів. Групери найбільше відомі як об'єкт аматорської трофейної риболовлі, адже окремі особини сягають 250 кг, а особини в 100 кг є досить розповсюдженими, навіть у прибережних зонах. Великі групери не є об'єктом промислу, бо їх м'ясо неїстівне, на відміну від м'яса молодих риб, яке є делікатесом.

## Систематика
Містить 19 родів:
- Acanthistius
- Alphestes
- Anyperidon
- Caprodon
- Cephalopholis
- Chromileptes
- Dermatolepis
- Epinephelus
- Gonioplectrus
- Gracila
- Hypoplectrodes
- Liopropoma
- Mycteroperca
- Niphon
- Paranthias
- Plectropomus
- Saloptia
- Triso
- Variola